# Балет Словацкого национального театра
Балет Словацкого национального театра (словац. Balet Slovenského národného divadla) - одно из подразделений Словацкого национального театра. Расположен в столице Словакии Братиславе. Директором балетного подразделения с 21 августа 2012 года является Йозеф Долинский младший. Балетные постановки проходят в Историческом здании Словацкого национального театра на площади Гвездослава, а с апреля 2007 года - в общем зале Оперы Словацкого национального театра и в Новом здании Словацкого национального театра на улице Прибины. Балетные спектакли проводятся нерегулярно и чередуются с оперными спектаклями в течение всего театрального сезона, который длится с начала сентября по конец июня. Балетная труппа, помимо собственных постановок, также принимает участие в большом количестве оперных спектаклей. В балетном коллективе 18 солистов.

## История
Первым художественным руководителем балета Словацкого национального театра был чешский танцовщик Вацлав Калина, который 19 мая 1920 года представил балет Коппелия французского композитора Лео Делиба.

## Текущий репертуар балета Словацкого национального театра

### Новое здание Словацкого национального театра, зал оперы и балета
- Адольф Адан: "Жизель", хореография и постановка: Ондрей Шот, Юрай Кубанка
- Игорь Головач, Ярослав Иваненко, Ян Шевчик: Сделано в Словакии: вечер современного хореографического творчества"
- Пётр Ильич Чайковский – Мариус Петипа и Лев Иванов: «Лебединое озеро», солистов готовил: Рафаэль Георгиевич Авникян
- Пётр Ильич Чайковский – Фернан Нолт: "Щелкунчик", хореография: Фернан Нолт
- Антон Попович – Любомир Фельдек – Ян Дюровчик: "Бездельник", хореограф и режиссёр: Ян Дуровчик
- Пётр Ильич Чайковский: "Онегин", солистов готовил: Василий Медведев

### Историческое здание Словацкого национального театра
- Людвиг Алоис Минкус – Мариус Петипа: "Баядерка", солистов готовил: Рафаэль Георгиевич Авникян
- Тибор Фрешо – Игорь Головач: Родился жук, хореограф и режиссёр: Игорь Головач
- Вацлав Патейдл – Либор Вацулик: Белоснежка и семь бегунов, хореограф и режиссёр: Либор Вацулик

## Руководство балета Словацкого национального театра
Директор:
- Йозеф Долинский младший (с 21 августа 2012 года)